# Ephraim Kishon
Pour les articles homonymes, voir Kishon (homonymie).

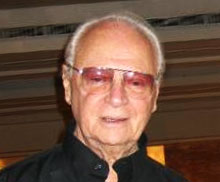
Ephraim Kishon

Ephraim Kishon (hébreu : אפרים קישון), né le 23 août 1924 à Budapest en Hongrie et mort le 29 janvier 2005 en Suisse), est un écrivain, journaliste, chroniqueur, réalisateur et scénariste satirique israélien.

## Biographie
Né Ferenc Hoffmann dans une famille juive bourgeoise et assimilée de Budapest, en août 1924, il étudie la sculpture et la peinture, avant de se lancer dans la satire et le pamphlet. En 1941, il doit interrompre ses études à l’Académie du Commerce, à cause de la nouvelle législation  antisémite en Hongrie et se consacre à l'orfèvrerie. Après 1944, il est enfermé dans plusieurs camps de concentration.
Il n'y survit que par miracle : si, dans l'un d'eux, c'est son habileté aux échecs qui lui vaut les bonnes grâces du commandant, joueur amateur ; dans un autre, les Nazis alignent les prisonniers, et les déciment littéralement, tuant chaque dixième prisonnier. Il n'a que la chance de ne pas être le dixième. Il écrit plus tard dans son livre Le bouc émissaire : « Ils ont fait une erreur — Ils ont laissé un satiriste en vie ».
Envoyé fin 1944 au camp de Jelšava (alors en Hongrie), il parvient à s'échapper en 1945 d'un convoi de transport vers la Pologne occupée par l'Allemagne. Rentré à Budapest, il y retrouve sa famille qui se cache, puis, grâce à l’aide d’un voisin courageux, un Juste parmi les nations, qui lui fournit de fausses pièces d’identité, il peut vivre jusqu'à la fin de la guerre sous l'identité de "Stanko Andras", ouvrier slovaque.
Après la Shoah, il change son patronyme, Hoffmann, en Kishont, et réussit à gagner sa vie honorablement, sous le régime stalinien, en tant que journaliste d’une publication satirique en faveur du pouvoir communiste. Mais conscient du mensonge dans lequel il vit, il saisit la première occasion qui se présente, lors d’une foire à Prague, pour quitter la Hongrie avec son épouse et émigrer en Israël. Il est inscrit à l'office de l'immigration sous le nom d'Ephraïm Kishon.
Le couple s’installe alors dans le Kibboutz Kfar Hahoresh, où Ephraïm Kishon acquiert ses premiers rudiments de la langue hébraïque avec une rapidité remarquable. Il obtient quelque temps plus tard  un poste dans la rédaction d’un journal hongrois local, où il est chargé de l’édition nocturne, et dans le quotidien Omer, rédigé en langue hébraïque facile (Ivrit Kala), après deux ans de séjour dans le pays. En 1951, il est admis à l’Oulpan Etsion à Jérusalem où il consacre une année entière à l’étude approfondie de l’hébreu.
Il entame alors une carrière d’humoriste et offre ses services aux grandes publications israéliennes, mais ses propositions sont rejetées, jusqu’au jour où le journal Davar publie l’un de ses articles. La même année, Kishon publie son premier ouvrage, où il décrit avec humour les premiers pas d’un nouvel immigrant.
On lui confie en 1952 la colonne Had Gadya dans le quotidien Ma'ariv. Celle-ci, principalement dévolue à la satire socio-politique, ne dédaigne pas l'humour pur et simple, et devient rapidement la colonne la plus populaire du pays. Son inventivité extraordinaire, tant au niveau du langage que de la création de personnages, fait fureur, et est utilisée ensuite dans d'innombrables sketches et représentations théâtrales. Ephraïm Kishon anime cette rubrique 30 ans durant.
En 1953, le théâtre Habima met en scène sa première pièce, Son nom le précède, qui obtient un grand succès : c’est la première fois qu’un écrivain ose critiquer le pouvoir, alors entre les mains du Mapaï, le principal parti social-démocrate israélien.
Par la suite, ses œuvres sont traduites à l’étranger. On se souvient par exemple des Petites filles de Loth ou des Sacrés fils d’Abraham, parus en français.
Ephraïm Kishon devient rapidement le porte-parole d’Israël à l'étranger, où on le compare à des auteurs renommés, comme Cholem Aleikhem, Arthur Buchwald ou Mark Twain. Écrivain de formation, il poursuit ensuite une carrière de scénariste de niveau mondial et réalise cinq films en Israël. Ses œuvres ont obtenu de nombreux prix internationaux, notamment à Hollywood.
Le Prix Israël est décerné à Ephraïm Kishon en 2002 pour l'ensemble de son œuvre réalisée pendant toute sa carrière d’écrivain et de satiriste. Le jury qui le choisit le décrit comme étant le plus grand humoriste de l’État, qui a réussi à réaliser une œuvre culturelle et à présenter toutes les facettes de la société israélienne.
Il est encore souligné qu’Ephraïm Kishon a su exprimer le renouveau du peuple juif, après l’horreur de la Shoah qui a déchiré l’Europe. Il a su exposer les problèmes que le jeune État devait affronter et a eu le génie de présenter les difficultés quotidiennes de l’Israélien moyen.

## Filmographie
- Sallah Shabati (1964)
- Arbinka (1967)
- Blaumilch Canal, également connu sous le nom The Big Dig (1969)
- Le Policier Azoulay (Ha-Shoter Azulai) (1971)
- The Fox in the Chicken Coop (1978)

## Ouvrage
- Quelle famille ! mais c'est la mienne Librairie Flammarion (avec Anne-Élisabeth Moutet) (1980)

## Récompenses et distinctions
- 2001 : prix Münchhausen